# Dauerbachpaleis

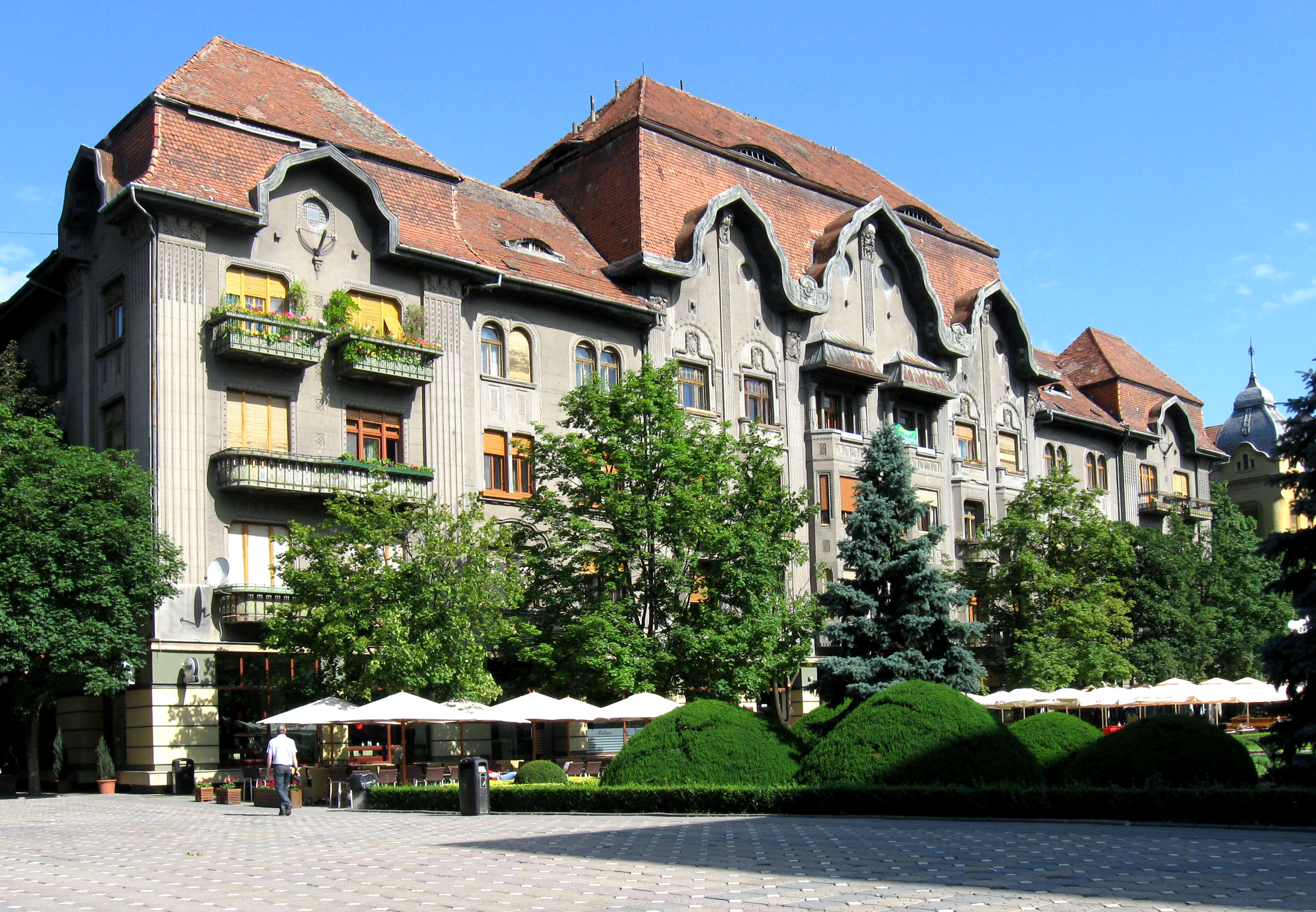
Het Dauerbachpaleis

Het Dauerbachpaleis (Roemeens: Palatul Dauerbach) is een historisch gebouw aan het Overwinningsplein (Piața Victoriei) in de Roemeense stad Timișoara. Het werd gebouwd tussen 1912 en 1913 in opdracht van Georg Dauerbach en ontworpen door László Székely, die ook veel andere gebouwen in de stad ontwierp en die werkte in de stijl van de Wiener Secession.
Het gebouw staat ook kortweg bekend onder de naam Palace, omdat er lange tijd een prominent café-restaurant met die naam was gevestigd.